# جون ماكدويل (لاعب كرة قدم)
جون ماكدويل (بالإنجليزية: John McDowell)‏ هو لاعب كرة قدم بريطاني في مركز ظهير ‏، ولد في 7 سبتمبر 1951 في هام الشرقية في المملكة المتحدة. شارك مع منتخب إنجلترا تحت 21 سنة لكرة القدم. أما مع النوادي، فقد لعب مع نورويتش سيتي ووست هام يونايتد.